# 1951 في كندا
فيما يلي قوائم الأحداث التي وقعت خلال عام 1951 في كندا.

## ظهور
- 1 يناير – باونتي

## كتب
من الكتب التي صدرت هذه السنة في كندا:
- 1 يناير – ساوثرن كروس من تأليف لورينس هايد.

## مواليد

### يناير
- 1 يناير – ماريا م كلاو

### أبريل
- 28 أبريل – لاري سميث سياسي كندي.

### يونيو
- 20 يونيو – بروس ويلسون

### ديسمبر
- 12 ديسمبر – ستيفن هولي رائد فضاء أمريكي.

## وفيات

### يناير
- 21 يناير – البرت جاي (مواليد 1918)